# Surniculus dicruroides
Il cuculo drongo codaforcuta (Surniculus dicruroides Hodgson, 1839) è un uccello della famiglia Cuculidae.

## Distribuzione e habitat
Questo uccello vive principalmente nella penisola indiana, in Sri Lanka e nell'Indocina, raggiungendo talvolta i piedi dell'Himalaya.

## Tassonomia
Surniculus dicruroides ha due sottospecie:
- Surniculus dicruroides dicruroides
- Surniculus dicruroides barussarum